# Terceira Divisão do Chile
A Tercera División A ou Terceira Divisão A é uma competição masculina equivalente à quarta divisão do futebol do Chile. Criada em 1981, sua organização está a cargo da Associação Nacional do Futebol Amador (ANFA) (em castelhano:  Asociación Nacional de Fútbol Amateur), que pertence a Federação de Futebol do Chile (FFCh) (em castelhano:  Federación de Fútbol de Chile). Serve como base para que os clubes amadores, por via esportiva, subam para a Segunda División Profesional (em tradução livre: "Segunda divisão profissional"), a terceira e última divisão profissional do Campeonato Chileno de Futebol.
Entre 1981 e 2011, o torneio funcionou como a terceira divisão do futebol chileno.
A competição outorga dois acessos diretos à Segunda División Profesional, em contrapartida, rebaixa um clube à Tercera División B.
Os clubes com mais títulos são: Colchagua, Ñublense e Deportes Linares, que lideram a lista com 3 títulos cada.

## Regulamento
O título da quarta divisão do futebol chileno é disputado por 15 clubes no sistema de pontos corridos (três pontos por vitória, um por empate e zero por derrota). O certame dá dois acessos à terceira divisão da temporada seguinte: um para o campeão da temporada e outro para o vice-campeão.
Ao final da temporada regular, os sete piores colocados na tabela de classificação formam dois grupos (um com 3 times; e outro com 4) e jogam entre si por dois turnos. Ao final do heptagonal, o último colocado de cada grupo é rebaixado automaticamente para a quinta divisão do Campeonato Chileno de Futebol do ano seguinte.

## Lista de campeões

### Terceira divisão do futebol chileno (1981—2011)
| Ano  | Campeão                    | Vice-campeão                    |       |
| ---- | -------------------------- | ------------------------------- | ----- |
| 1981 | Fernández Vial             | Club de Deportes Laja           | [ 2 ] |
| 1982 | Club de Deportes Laja      | Lautaro de Buin                 | [ 2 ] |
| 1983 | Súper Lo Miranda           | Iván Mayo                       | [ 2 ] |
| 1984 | Santiago Morning           | Ñuble Unido                     | [ 2 ] |
| 1985 | Ñuble Unido                | Soinca Bata                     | [ 2 ] |
| 1986 | General Velásquez          | Iván Mayo                       | [ 2 ] |
| 1987 | Deportes Colchagua         | Juventud Ferro                  | [ 2 ] |
| 1988 | Soinca Bata                | Club Deportivo Cultural Doñihue | [ 2 ] |
| 1989 | Club de Deportes Lozapenco | Unión Santa Cruz                | [ 2 ] |
| 1990 | Unión La Calera            | Club de Deportes Peumo          | [ 2 ] |
| 1991 | Unión Santa Cruz           | Unión Veterana                  | [ 2 ] |
| 1992 | Ñublense                   | Curicó Unido                    | [ 2 ] |
| 1993 | Deportes Ovalle            | Curicó Unido                    | [ 2 ] |
| 1994 | Deportes Linares           | Santiago Morning                | [ 2 ] |
| 1995 | Magallanes                 | General Velásquez               | [ 2 ] |
| 1996 | Santiago Morning           | Universidad de Concepción       | [ 2 ] |
| 1997 | Universidad de Concepción  | Barnechea                       | [ 2 ] |
| 1998 | Colchagua                  | Barnechea                       | [ 2 ] |
| 1999 | Deportes Talcahuano        | Unión La Calera                 | [ 2 ] |
| 2000 | Unión La Calera            | Deportes Copiapó                | [ 2 ] |
| 2001 | Lota Schwager              | Deportes Copiapó                | [ 2 ] |
| 2002 | Deportes Copiapó           | Malleco Unido                   | [ 2 ] |
| 2003 | San Luis                   | Deportes Linares                | [ 2 ] |
| 2004 | Ñublense                   | Curicó Unido                    | [ 2 ] |
| 2005 | Curicó Unido               | Trasandino                      | [ 2 ] |
| 2006 | Municipal Iquique          | Iberia                          | [ 2 ] |
| 2007 | San Marcos de Arica        | Colchagua                       | [ 2 ] |
| 2008 | Naval                      | Deportes Temuco                 | [ 2 ] |
| 2009 | Unión Temuco               | Iberia                          | [ 2 ] |
| 2010 | Magallanes                 | Trasandino                      | [ 2 ] |
| 2011 | Barnechea                  | Fernández Vial                  | [ 2 ] |

### Quarta divisão do futebol chileno (2012—hoje)
| Ano           | Campeão                    | Vice-campeão        |               |
| ------------- | -------------------------- | ------------------- | ------------- |
| 2012          | Trasandino                 | Deportes Linares    | [ 3 ]         |
| 2013 Apertura | Fernández Vial             | Deportes Quilicura  | [ 4 ]         |
| 2013 Clausura | Fernández Vial             | Deportes Quilicura  | [ 5 ]         |
| 2014          | Colchagua                  | Deportes Santa Cruz | [ 2 ]         |
| 2015          | Independiente de Cauquenes | Deportes Vallenar   | [ 6 ]         |
| 2016          | Provincial Osorno          | Deportes Recoleta   | [ 7 ]         |
| 2017          | General Velásquez          | Fernández Vial      | [ 8 ]         |
| 2018          | Lautaro de Buin            | AC Colina           | [ 9 ]         |
| 2019          | Deportes Linares           | Deportes Concepción | [ 10 ]        |
| 2020          | Deportes Limache           | Rodelindo Román     | [ 11 ]        |
| 2021          | Trasandino                 | Real San Joaquín    | [ 12 ] [ 13 ] |
| 2022          | Deportes Linares           | Provincial Osorno   | [ 14 ]        |
| 2023          | Provincial Ovalle          | Concón National     | [ 15 ]        |
| 2024          | Santiago City              | Brujas de Salamanca | [ 16 ]        |